# Eleutherodactylus schwartzi
Eleutherodactylus schwartzi är en groddjursart som beskrevs av Thomas 1966. Eleutherodactylus schwartzi ingår i släktet Eleutherodactylus och familjen Eleutherodactylidae. IUCN kategoriserar arten globalt som starkt hotad. Inga underarter finns listade i Catalogue of Life.